# Deutsche Fechtmeisterschaften 1987
Bei den Deutschen Fechtmeisterschaften 1987 wurden Einzel- und Mannschaftswettbewerbe in den Disziplinen Herrendegen, Herrensäbel und Herrenflorett ausgetragen. Bei den Damen wurde neben Florett erstmals auch ein Wettbewerb im Damendegen-Einzel ausgetragen, noch bevor 1989 in Denver erstmals offizielle Weltmeisterschaften im Damendegen ausgetragen wurden. Die Meisterschaften wurden vom Deutschen Fechter-Bund organisiert.

## Herren

### Florett (Einzel)
| Platz | Sportler           | Verein                |
| ----- | ------------------ | --------------------- |
| 1     | Roman Christen     | FC Tauberbischofsheim |
| 2     | Elmar Günther      | FC Tauberbischofsheim |
| 3     | Thomas Theuerkauff | OFC Bonn              |

### Florett (Mannschaft)
| Platz | Verein                | Sportler                                                                 |
| ----- | --------------------- | ------------------------------------------------------------------------ |
| 1     | FC Tauberbischofsheim | Thorsten Weidner Roman Christen Ulrich Schreck Matthias Behr Mathias Gey |
| 2     | OFC Bonn              |                                                                          |
| 3     | Fechtclub Offenbach   |                                                                          |

### Degen (Einzel)
| Platz | Sportler        | Verein                  |
| ----- | --------------- | ----------------------- |
| 1     | Arnd Schmitt    | TSV Bayer 04 Leverkusen |
| 2     | Achim Bellmann  | TSV Bayer 04 Leverkusen |
| 3     | Reinhard Berger | FC Tauberbischofsheim   |

### Degen (Mannschaft)
| Platz | Verein                | Sportler                                                    |
| ----- | --------------------- | ----------------------------------------------------------- |
| 1     | FC Tauberbischofsheim | Alexander Pusch Volker Fischer Elmar Borrmann Thomas Gerull |
| 2     | Heidenheimer SB       |                                                             |
| 3     | TSV Bayer Dormagen    |                                                             |

### Säbel (Einzel)
| Platz | Sportler          | Verein             |
| ----- | ----------------- | ------------------ |
| 1     | Jürgen Nolte      | OFC Bonn           |
| 2     | Felix Becker      | OFC Bonn           |
| 3     | Stephan Thönneßen | TSV Bayer Dormagen |

### Säbel (Mannschaft)
| Platz | Verein                | Sportler |
| ----- | --------------------- | -------- |
| 1     | OFC Bonn              |          |
| 2     | FC Tauberbischofsheim |          |
| 3     | TSV Bayer Dormagen    |          |

## Damen

### Florett (Einzel)
| Platz | Sportler        | Verein                |
| ----- | --------------- | --------------------- |
| 1     | Anja Fichtel    | FC Tauberbischofsheim |
| 2     | Sabine Bischoff | FC Tauberbischofsheim |
| 3     | Sabine Bau      | FC Tauberbischofsheim |

### Florett (Mannschaft)
| Platz | Verein                | Sportler                                                               |
| ----- | --------------------- | ---------------------------------------------------------------------- |
| 1     | FC Tauberbischofsheim | Zita Funkenhauser Sabine Bau Sabine Bischoff Anja Fichtel Susanne Lang |
| 2     | Fechtclub Offenbach   |                                                                        |
| 3     | OFC Bonn              |                                                                        |

### Degen (Einzel)
| Platz | Sportler       | Verein                |
| ----- | -------------- | --------------------- |
| 1     | Monika Korger  | Heidenheimer SB       |
| 2     | Carmen Engert  | FC Tauberbischofsheim |
| 3     | Monika Zilikin | OFC Bonn              |